# 麴沖
麴沖，生卒年不詳，為中國麴氏高昌君主麴嘉的哥哥，見於《右衛將軍領宿衛事麴叡芝追遠寺銘》，據銘文記載，麴沖為高昌鎮京將軍、橫截公，死後謚為田地宣穆公。其二子為麴孝真、麴孝亮。